# Chiado
Chiado (portugisiskt uttal: [ʃiˈaðu]) är en stadsdel i Lissabon, Portugals huvudstad. Chiado är ett viktigt kulturellt och kommersiellt centrum och är känt för exklusiva affärer och historiska byggnader, flera teatrar och museer. År 1988 drabbades Chiado av en svår brand. Området har genomgått renoveringar av den kände arkitekten Álvaro Siza Vieira. Fastigheterna i Chiado är de dyraste i Portugal.

## Historik
Chiado har varit bebott sedan åtminstone romartiden, då flera villor fanns i området. Mellan 1373 och 1375, under kung Ferdinand I:s regeringstid, byggdes en ny stadsmur som omfattade en del av dagens Chiado.
Jordbävningen i Lissabon 1755 påverkade området kraftigt och förstörde hus, kyrkor och kloster. Återuppbyggnadsplanen som organiserades av markisen av Pombal omfattade Chiado, och nya gator öppnades för att länka samman området med Baixa Pombalina. Nya kyrkor byggdes om i rokoko-barockstil, som Basílica de nossa senhora dos mártires (Martyrernas vårfrukyrka)